# Лыжные гонки на зимних Олимпийских играх 2002
Место проведения — лыжный центр Soldier Hollow, расположенный в 70 с лишним километрах от Солт-Лейк-Сити. Характеризуется отсутствием растительности, «голым» видом и скоростными трассами.
Олимпиада в Солт-Лейк-Сити запомнилась значительным числом скандалов, связанных с применением спортсменами запрещённых препаратов. Так, в соревнованиях мужчин 3 золота (10+10 км, 30 км и 50 км) со значительным преимуществом выиграл Йохан Мюлегг, но через несколько недель он был уличён в применении допинга и лишился своих наград. На дистанции 30 км золото отошло к австрийцу Кристиану Хоффману, который, в свою очередь, был дисквалифицирован спустя 9 лет в 2011 году за нарушения в 2003—2006 годах (золото Солт-Лейк-Сити у Хоффмана осталось). Чемпион на дистанции 15 км и вице-чемпион на 50 км эстонец Андрус Веэрпалу также в 2011 году был уличён в применении гормона роста и дисквалифицирован на 3 года (его дисквалификация также не повлекла за собой лишения каких-либо наград).
У женщин большие проблемы возникли у россиянок, в частности у Ларисы Лазутиной и Ольги Даниловой. Дело дошло до того, что сборная России, многие годы доминировавшая в эстафетных гонках на Олимпийских играх и чемпионатах мира, не сумела выставить команду в эстафете.

## Медальный зачёт
| Позиция | Страна    | Золото | Серебро | Бронза | Общее число медалей |
| ------- | --------- | ------ | ------- | ------ | ------------------- |
| 1       | Норвегия  | 5      | 2       | 4      | 10                  |
| 2       | Италия    | 2      | 2       | 2      | 6                   |
| 3       | Россия    | 2      | 1       | 1      | 4                   |
| 4       | Германия  | 1      | 2       | 2      | 5                   |
| 5       | Эстония   | 1      | 1       | 1      | 3                   |
| 6       | Австрия   | 1      | 1       | 0      | 2                   |
| 7       | Канада    | 1      | 0       | 0      | 1                   |
| 8       | Чехия     | 0      | 2       | 0      | 2                   |
| 9 — 10  | Швеция    | 0      | 0       | 1      | 1                   |
| 9 — 10  | Швейцария | 0      | 0       | 1      | 1                   |

* В гонке преследования два норвежца разделили первое место

## Соревнования женщин

### 9 февраля — 15 км свободным стилем, общий старт
Гонка на 15 км свободным стилем с общего старта. Первая женская гонка с общего старта в истории Олимпийских игр.
| Место | Спортсменка         | Время   |
| 1     | Стефания Бельмондо  | 39:54.4 |
| 2     | Катержина Нойманова | 40:01.3 |
| 3     | Юлия Чепалова       | 40:02.7 |
| 4     | Кайса Варис         | 40:04.1 |
| 5     | Светлана Нагейкина  | 40:17.9 |
| 6     | Габриэлла Паруцци   | 40:25.7 |
| 7     | Кристина Шмигун     | 40:33.6 |
| 8     | Карин Филиппо       | 40:38.6 |
| 9     | Ирина Тереля        | 40:39.4 |
| 10    | Сабина Вальбуза     | 40:48.3 |
| 11    | Ольга Завьялова     | 40:53.3 |
| 12    | Эви Захенбахер      | 40:57.6 |
| 13    | Елена Бурухина      | 41:01.1 |
| DSQ   | Лариса Лазутина     | 39:56.2 |

- Во время гонки Ольга Завьялова сломала палку Стефании Бельмондо и та около километра шла с одной палкой.
- Финишировавшая второй россиянка Лариса Лазутина была спустя несколько недель дисквалифицирована за применение запрещенного препарата и все её результаты на Играх в Солт-Лейк-Сити были аннулированы.

### 12 февраля — 10 км классическим стилем, раздельный старт
Гонка на 10 км классическим стилем с раздельного старта.
| Место | Спортсменка        | Время   |
| 1     | Бента Скари        | 28:05.6 |
| 2     | Юлия Чепалова      | 28:09.9 |
| 3     | Стефания Бельмондо | 28:45.8 |
| 4     | Бекки Скотт        | 28:49.2 |
| 5     | Любовь Егорова     | 28:50.7 |
| 6     | Хильде Педерсен    | 28:56.2 |
| 7     | Сату Салонен       | 29:02.3 |
| 8     | Петра Майдич       | 29:03.9 |
| 9     | Анита Моэн         | 29:15.5 |
| 10    | Виола Бауэр        | 29:30.0 |
| ...   | ...                | ...     |
| DSQ   | Ольга Данилова     | 28:08.1 |
| DSQ   | Лариса Лазутина    | 28:21.6 |

- Показавших четвёртый и второй результат соответственно россиянок Ларису Лазутину и Ольгу Данилову спустя пару недель дисквалифицировали за применение запрещенного препарата и все их результаты на Олимпийских играх в Солт-Лейк-Сити аннулировали.

### 15 февраля — 10км (5 км классическим стилем + 5 км свободным стилем), гонка преследования
Гонка на 5 км классическим стилем + 5 км свободным стилем, гонка преследования: с раздельного старта спортсменки преодолевают 5 км классическим стилем, а спустя несколько часов стартуют в преследовании как таковом на 5 км свободным стилем через интервалы отставания на классике и в порядке мест, занятых на классике.
| Место | Спортсменка         | Время   |
| 1     | Бекки Скотт         | 25:09.9 |
| 2     | Катержина Нойманова | 25:10.0 |
| 3     | Виола Бауэр         | 25:11.1 |
| 4     | Юлия Чепалова       | 25:11.3 |
| 5     | Нина Гаврылюк       | 25:13.5 |
| 6     | Бента Скари         | 25:14.2 |
| 7     | Петра Майдич        | 25:16.5 |
| 8     | Габриэлла Паруцци   | 25:18.6 |
| 9     | Сабина Вальбуза     | 25:22.1 |
| 10    | Ирина Тереля        | 25:33.6 |
| ...   | ...                 | ...     |
| DSQ   | Ольга Данилова      | 24:52.1 |
| DSQ   | Лариса Лазутина     | 24:59.0 |

- Показавших второй и первый результат соответственно Ларису Лазутину и Ольгу Данилову спустя пару недель дисквалифицировали за применение запрещенного препарата и все их результаты на Олимпийских играх в Солт-Лейк-Сити аннулировали.

### 19 февраля — 1,5 км, свободный стиль, спринтерская гонка
Первая в истории женская спринтерская лыжная гонка на Олимпиаде. Проходила в 4 круга:
- Квалификация — все участницы бегут с раздельного старта 1,5 км. В следующий круг проходят обладатели 16 лучших результатов.
- 1/4 финала — общий старт на 1,5 км. 4 забега по 4 человека в каждом, из каждого забега проходят в полуфинал первые две лыжницы. Забеги составлены с учетом квалификации так, чтобы все они имели примерно одинаковый уровень.
- Полуфиналы — общий старт на 1,5 км. 2 забега по 4 км в каждом, из каждого забега проходят в финал первые две лыжницы. Забеги составлены с учетом пролога так, чтобы все они имели примерно одинаковый уровень.
- Финал — общий старт на 1,5 км. Один забег, в котором разыгрываются медали. Победитель финала становится чемпионом спринта, второй — серебряным призёром и т. д.

| Место | Спортсменка         |
| 1     | Юлия Чепалова       |
| 2     | Эви Захенбахер      |
| 3     | Анита Моэн          |
| 4     | Клаудия Кюнцель     |
| 5     | Бекки Скотт         |
| 6     | Май Хелен Соркмо    |
| 7     | Андреа Мали         |
| 8     | Габриэлла Паруцци   |
| 9     | Сара Реннер         |
| 10    | Анке Решвамм-Шульце |

### 21 февраля — эстафета 4х5 км
Первые два этапа лыжницы преодолевают классикой, а 2 заключительных — свободным стилем. Сборная Швейцарии впервые в истории завоевала медаль в эстафете на Олимпийских играх. Традиционно сильные сборные Финляндии и Швеции выступили провально — 7-е и 12-е места соответственно.
| Место | Страна                                                                                    | Время   |
| 1     | Германия (Мануэла Хенкель, Виола Бауэр, Клаудия Кюнцель, Эви Захенбахер)                  | 49:30.6 |
| 2     | Норвегия (Марит Бьёрген, Бента Скари, Хильде Педерсен, Анита Моэн)                        | 49:31.9 |
| 3     | Швейцария (Андреа Хубер, Лоранс Роша, Бригитте Альбрехт-Лоретан, Наташа Леонарди-Кортези) | 50:03.6 |
| 4     | Чехия (Хелена Эрбенова, Камила Райдлова, Катержина Нойманова, Катержина Ганушова)         | 50:35.2 |
| 5     | Беларусь (Елена Калугина, Светлана Нагейкина, Вера Зятикова, Наталья Зятикова)            | 50:37.9 |
| 6     | Италия (Марианна Лонга, Габриэлла Паруцци, Сабина Вальбуза, Стефания Бельмондо)           | 50:38.6 |

- Сборная России (в составе Юлии Чепаловой, Нины Гаврылюк, Ларисы Лазутиной и Ольги Даниловой), считавшаяся главным фаворитом, не была допущена до старта в связи с превышением допустимого уровня гемоглобина у Ларисы Лазутиной.

### 24 февраля — 30 км классическим стилем, раздельный старт
Гонка на 30 км классическим стилем с раздельного старта.
| Место | Спортсменка             | Время     |
| 1     | Габриэлла Паруцци       | 1:30:57.1 |
| 2     | Стефания Бельмондо      | 1:31:01.7 |
| 3     | Бента Скари             | 1:31:36.3 |
| 4     | Анита Моэн              | 1:31:37.3 |
| 5     | Валентина Шевченко      | 1:33:03.1 |
| 6     | Виола Бауэр             | 1:33:25.1 |
| 7     | Кристина Шмигун         | 1:33:52.7 |
| 8     | Вибеке Скофтеруд        | 1:35:02.3 |
| 9     | Юлия Чепалова           | 1:35:37.4 |
| 10    | Наташа Леонарди-Кортези | 1:35:46.8 |
| ...   | ...                     | ...       |
| 19    | Ольга Завьялова         | 1:37:47.4 |
| DSQ   | Лариса Лазутина         | 1:29:09.0 |
| DSQ   | Ольга Данилова          | 1:33:44.1 |

- Показавших первый и седьмой результат соответственно Ларису Лазутину и Ольгу Данилову спустя пару недель дисквалифицировали за применение запрещенного препарата и все их результаты на Олимпийских играх в Солт-Лейк-Сити аннулировали.

## Соревнования мужчин

### 9 февраля — 30 км свободным стилем, общий старт
Гонка на 30 км свободным стилем с общего старта. Первая мужская гонка с общего старта в истории Олимпийских игр.
| Место | Спортсмен             | Время     |
| 1     | Кристиан Хоффман      | 1:11:31.0 |
| 2     | Михаил Ботвинов       | 1:11:32.3 |
| 3     | Кристен Шельдаль      | 1:11:42.7 |
| 4     | Пьетро Пиллер Коттрер | 1:11:42.8 |
| 5     | Уле-Эйнар Бьёрндален  | 1:11:44.5 |
| 6     | Бауэр, Лукаш          | 1:12:22.3 |
| 7     | Николай Большаков     | 1:12:50.6 |
| 8     | Сергей Крянин         | 1:12:52.0 |
| 9     | Кристиан Дзордзи      | 1:13:10.0 |
| 10    | Эммануэль Жоннье      | 1:13:15.1 |
| ...   | ...                   | ...       |
| 15    | Владимир Вилисов      | 1:13:54.1 |
| 29    | Дмитрий Тишкин        | 1:15:10.2 |

- Финишировавший первым Йохан Мюлегг (Испания) был спустя пару недель дисквалифицирован за применение запрещенного препарата и все его результаты на Играх в Солт-Лейк-Сити были аннулированы
- Известный норвежский биатлонист Уле-Эйнар Бьёрндален принимал участие в этой гонке, до самого финиша шёл в общей группе и претендовал на медали, но в итоге занял пятое место.

### 12 февраля — 15 км классическим стилем, раздельный старт
Гонка на 15 км классическим стилем с раздельного старта.
| Место | Спортсмен          | Время   |
| 1     | Андрус Веэрпалу    | 37:07.4 |
| 2     | Фруде Эстиль       | 37:43.4 |
| 3     | Яак Маэ            | 37:50.8 |
| 4     | Андерс Эукланн     | 38:08.3 |
| 5     | Пер Элофссон       | 38:10.8 |
| 6     | Эрлинг Евне        | 38:13.6 |
| 7     | Виталий Денисов    | 38:17.9 |
| 8     | Магнус Ингессон    | 38:38.5 |
| 9     | Рето Бургермайстер | 38:49.2 |
| 10    | Сергей Новиков     | 38:49.3 |
| 11    | Михаил Иванов      | 38:51.3 |
| ...   | ...                | ...     |
| 25    | Василий Рочев      | 39:42.1 |

### 14 февраля — 20км (10 км классическим стилем + 10 км свободным стилем), гонка преследования
Гонка на 10 км классическим стилем + 10 км свободным стилем, гонка преследования — с раздельного старта спортсмены преодолевают 10 км классическим стилем, а спустя несколько часов стартуют в преследовании как таковом на 10 км свободным стилем через интервалы отставания на классике и в порядке мест, занятых на классике.
| Место | Спортсмен             | Время   |
| 1     | Томас Альсгорд        | 49:48.9 |
| 1     | Фруде Эстиль          | 49:48.9 |
| 3     | Пер Элофссон          | 49:52.9 |
| 4     | Джорджо Ди Чента      | 49:53.8 |
| 5     | Виталий Денисов       | 49:58.5 |
| 6     | Пьетро Пиллер Коттрер | 50:01.2 |
| 7     | Андерс Эукланн        | 50:10.8 |
| 8     | Яак Маэ               | 50:12.1 |
| 9     | Михаил Ботвинов       | 50:17.2 |
| 10    | Рене Зоммерфельдт     | 50:22.7 |
| ...   | ...                   | ...     |
| 16    | Сергей Новиков        | 50:45.9 |
| 29    | Алексей Прокуроров    | 51:25.2 |
| 36    | Владимир Вилисов      | 51:45.4 |

- Даже фотофиниш не смог отдать предпочтение Эстилю или Альсгорду.

### 19 февраля — 1,5 км, свободный стиль, спринтерская гонка
Первая в истории мужская спринтерская лыжная гонка на Олимпиаде. Проходила в 4 круга:
- Квалификация — все участники бегут с раздельного старта 1,5 км. В следующий круг проходят обладатели 16 лучших результатов.
- 1/4 финала — общий старт на 1,5 км. 4 забега по 4 человека в каждом, из каждого забега проходят в полуфинал первые 2 лыжника. Забеги составлены с учетом квалификации так, чтобы все они имели примерно одинаковый уровень.
- Полуфиналы — общий старт на 1,5 км. 2 забега по 4 человека в каждом, из каждого забега проходят в финал первые 2 лыжника. Забеги составлены с учетом пролога так, чтобы все они имели примерно одинаковый уровень.
- Финал — общий старт на 1,5 км. Один забег, в котором разыгрываются медали. Победитель финала становится чемпионом спринта, второй — серебряным призёром и т. д.

| Медаль  | Спортсмен         |
| Золото  | Тор Арне Хетланд  |
| Серебро | Петер Шликенридер |
| Бронза  | Кристиан Дзордзи  |
| 4       | Бьёрн Линд        |
| 5       | Фредди Швайнбахер |
| 6       | Тронд Иверсен     |
| 7       | Тобиас Ангерер    |
| 8       | Ханну Маннинен    |
| 9       | Януш Кренжелок    |
| 10      | Мартин Коукал     |

### 17 февраля — 4х10 км, эстафета
Первые два этапа спортсмены преодолевают классическим стилем, а 2 заключительных — свободным.
| Место | Страна                                                                        | Время     |
| 1     | Норвегия (Андерс Эукланн, Фруде Эстиль, Кристен Шельдаль, Томас Альсгорд)     | 1:32:45.5 |
| 2     | Италия (Фабио Май, Джорджо Ди Чента, Пьетро Пиллер Коттрер, Кристиан Дзордзи) | 1:32:45.8 |
| 3     | Германия (Йенс Фильбрих, Андреас Шлюттер, Тобиас Ангерер, Рене Зоммерфельдт)  | 1:33:34.5 |
| 4     | Австрия (Александр Марент, Михаил Ботвинов, Герхард Урайн, Кристиан Хоффман)  | 1:34:04.9 |
| 5     | США (Джон Бауэр, Крис Фримен, Джастин Уодсворт, Карл Свенсон)                 | 1:34:05.5 |
| 6     | Россия (Сергей Новиков, Михаил Иванов, Виталий Денисов, Николай Большаков)    | 1:34:50.1 |

### 23 февраля — 50 км классическим стилем, раздельный старт
Показавшего первый результат Йохана Мюлегга (Испания) спустя пару недель дисквалифицировали за применение запрещённого препарата эритропроэтина и все его результаты на Олимпийских играх в Солт-Лейк-Сити аннулировали.
| Место | Спортсмен           | Время     |
| 1     | Михаил Иванов       | 2:06:20.8 |
| 2     | Андрус Веэрпалу     | 2:06:44.5 |
| 3     | Одд-Бьёрн Йельмесет | 2:08:41.5 |
| 4     | Андреас Шлюттер     | 2:08:54.8 |
| 5     | Михаил Ботвинов     | 2:09:21.7 |
| 6     | Хироюки Имаи        | 2:09:41.3 |
| 7     | Андерс Эукланн      | 2:10:05.7 |
| 8     | Лукаш Бауэр         | 2:10:41.9 |
| 9     | Фруде Эстиль        | 2:10:44.8 |
| 10    | Эрлинг Евне         | 2:12:06.6 |
| ...   | ...                 | ...       |
| 15    | Владимир Вилисов    | 2:14:37.5 |
| 24    | Сергей Крянин       | 2:16:59.8 |
| 28    | Алексей Прокуроров  | 2:18:30.4 |